# RCH 155

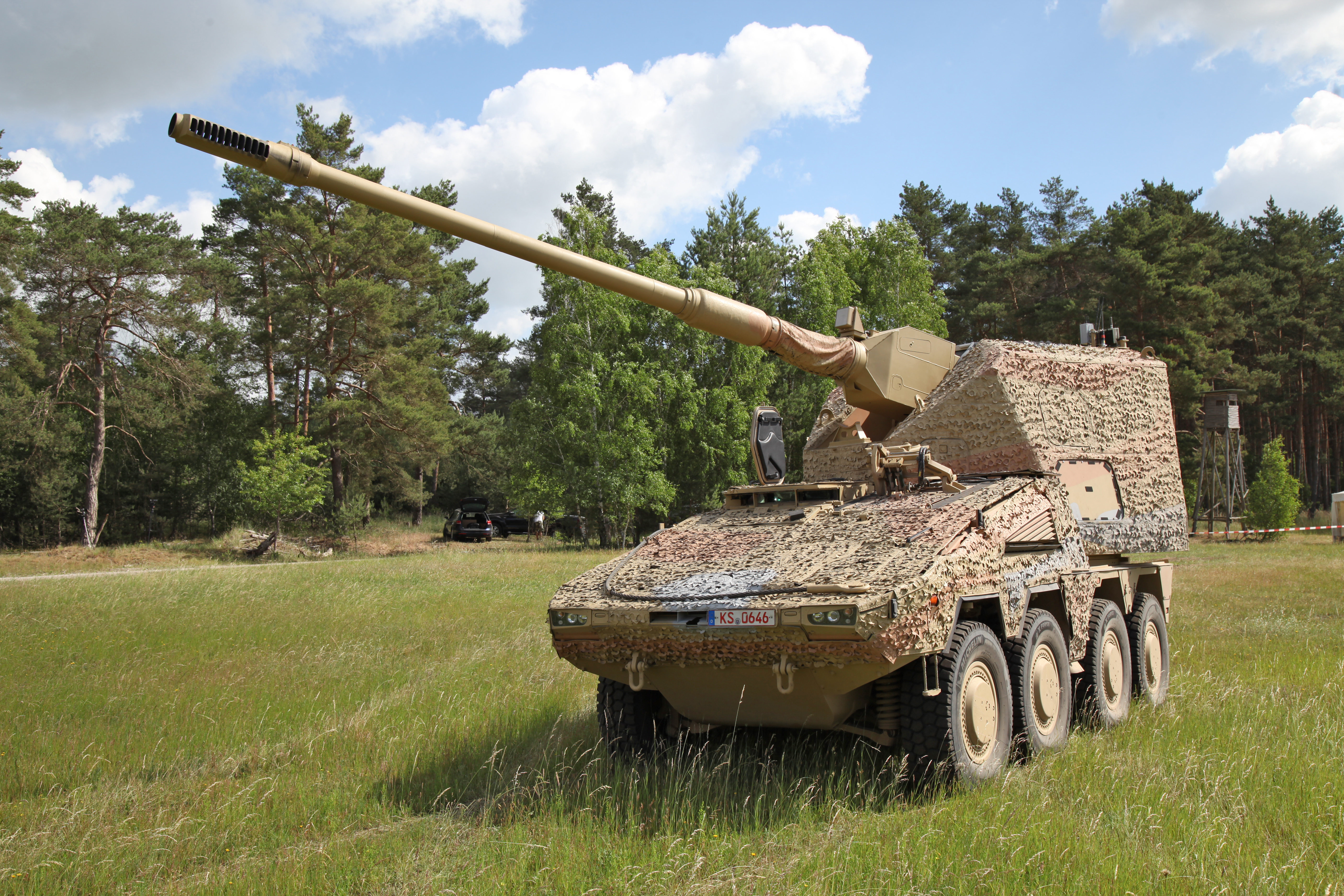
RCH 155 bei einer Vorführung des Herstellers KNDS

RCH 155 (Remote Controlled Howitzer 155 mm) ist ein selbstfahrendes Artilleriegeschütz im Kaliber 155 mm des deutsch-französischen Rüstungsunternehmens KNDS, das auf dem Fahrgestell des GTK Boxer aufbaut. Das Fahrzeug trägt ein Artilleriegeschützmodul (AGM) (englisch Artillery Gun Module) mit Kaliberlänge L52, das eine Weiterentwicklung der Waffenanlage aus der Panzerhaubitze 2000 ist.

## Beschreibung
Das Geschütz ist automatisiert, so dass die Radhaubitze keine Besatzung zur Geschützbedienung benötigt. Die Fahrzeugbesatzung besteht nur aus einem Kommandanten und einem Fahrer. Sie nutzt das Rundumsichtsystem SETAS (See Through Armour System) von Hensoldt.
Das Fahrzeug ist gegen Beschuss aus schweren Maschinengewehren bis zu 14,5 mm sowie gegen Artilleriesplitter geschützt. Zudem besteht Schutz gegen Panzerabwehrminen und Schützenabwehrminen. Das System verfügt über eine Nebelmittelwurfanlage sowie eine ABC-Schutz- und -Belüftungsanlage. Optional kann das System mit einer sekundären Waffenstation ausgestattet werden, z. B. mit einem Maschinengewehr.
Die Waffe ist in einem auf dem Fahrzeug angebrachten, sogenannten Artilleriegeschützmodul untergebracht. Sie kann alle 155-mm-Geschosse verschießen, die dem Joint Ballistics Memorandum of Understanding der NATO entsprechen. Die Kampfbeladung beträgt 30 Geschosse mit Zünder sowie 144 modulare Treibladungen. Die bezünderten Geschosse und die Treibladungen werden automatisch geladen. Die Zünderprogrammierung erfolgt induktiv während des Ladevorganges. Maximal 9 Schuss pro Minute sind möglich. Die Betriebsart Multiple Rounds Simultaneous Impacts (MRSI) ist möglich. Dabei werden die Flugbahnen und -zeiten mehrerer Geschosse durch Variation von Rohrerhöhung und Anzahl der Treibladungsmodule so kombiniert, dass bis zu sechs nacheinander abgefeuerte Granaten nahezu zeitgleich das Ziel treffen, um die größtmögliche Wirkung zu erzielen, bevor der Gegner ausweichen kann. Der Richtbereich des Geschützturmes beträgt 360 Grad (maximal bis zum 6. Treibladungsmodul) und die Rohrerhöhung −2,5 bis + 65 Grad (−45 bis 1150 Strich). Die effektive Reichweite des Geschützes beträgt bis zu 40 Kilometer bei Base-Bleed-Geschossen, bis zu 54 Kilometer bei V-LAP-Geschossen und darüber hinaus etwa bei Vulcano und M982 Excalibur.
Die RCH 155 liegt aufgrund des Boxer-Fahrgestells zwischen schweren Kettenfahrzeugen wie der Panzerhaubitze 2000 und Systemen, die einen Lastkraftwagen als Fahrgestell benutzen, wie das schwedische Artilleriesystem Archer oder die CAESAR-Haubitzen aus Frankreich. Dem Verzicht auf die Geländegängigkeit eines Kettenfahrwerks – die Panzerhaubitze 2000 wiegt 57,6 Tonnen – steht ein niedrigeres Gewicht von unter 39 Tonnen gegenüber, was in Schlammperioden, wie sie zum Beispiel in der Ukraine im Frühjahr und im Herbst vorkommen, vorteilhaft ist.
Die RCH 155 ist deutlich leichter und beweglicher auf der Straße, aber weniger geländegängig als die Panzerhaubitze 2000; außerdem führt sie nur die Hälfte der Munition mit. Das Boxer-Fahrgestell ist geländegängiger als ein Lkw, auf den das Geschützmodul auch montiert werden könnte (z. B. Iveco Trakker 8×8). Die Bodenfreiheit des Fahrzeugs beträgt 0,5 Meter, der Wendekreis 21 Meter, die Kletterfähigkeit 0,7 Meter, die Grabenüberschreitfähigkeit 2,0 Meter, die maximale Wattiefe 1,2 Meter, die maximale Steigfähigkeit 60 Prozent und die höchste Querneigung 30 Prozent.
Als Antrieb ist ein Dieselmotor des Typs 8V 199TE20/21 von MTU Friedrichshafen verbaut. Die Bordspannung beträgt 24 Volt bei maximal 540 Ampere.

## Besonderheiten
Das RCH 155 verfügt über ein eigenes Feuerleitsystem mit oder ohne GPS-Unterstützung. Als erstes Artilleriegeschütz der Welt kann RCH 155 aus der Fahrt Ziele präzise beschießen. Dies dient vor allem dazu, nach dem Schuss sofort zu verlagern, um feindlichem Gegenartilleriefeuer oder Drohnenangriffen zu entgehen, denn mit modernen Artillerieaufklärungsradaren wie zum Beispiel COBRA können Feuerstellungen nach dem Schuss nahezu in Echtzeit aufgeklärt werden.
Für den Fall, dass RCH 155 durch andere Landfahrzeuge angegriffen werden sollte, beherrscht es zur Selbstverteidigung auch das direkte Richten. Eine Besonderheit ist, dass das Waffensystem für diese sekundäre Aufgabe auch über die sogenannte Hunter-Killer-Fähigkeit verfügt, zu der sonst nur Kampf- und Schützenpanzer in der Lage sind. Dabei können der Feuerauftrag und das Suchen des nächsten Zieles parallel ausgeführt werden, was die Überlebenschance im Feuergefecht signifikant erhöhen kann. Die Radhaubitze RCH 155 ist hochautomatisiert und darauf ausgelegt, später ferngesteuert und besatzungslos zu fahren und zu schießen.

## Nutzer und Interessenten
| Staat                  | Basisfahrzeug | Stückzahl | Status/Verbleib     | Quelle |
| ---------------------- | ------------- | --------- | ------------------- | ------ |
| Ukraine                | GTK Boxer     | 054       | im Zulauf           | [ 8 ]  |
| Deutschland            | GTK Boxer     | 168       | Beschaffung geplant | –      |
| Katar                  | GTK Boxer     | 012       | Export genehmigt    | –      |
| Schweiz                | Mowag Piranha | 032       | Beschaffung geplant | [ 9 ]  |
| Vereinigtes Königreich | GTK Boxer     |           | Beschaffung geplant | –      |

### Deutschland
Das Heer der Bundeswehr hat 2023 einen Bedarf von 168 Radhaubitzen RCH 155 angemeldet. Diese sollen in den drei radgestützten Artilleriebataillonen der mittleren Kräfte sowie in den Rohrartilleriebatterien der aufzustellenden Verbänden der Divisions- und Brigadeartillerie zum Einsatz kommen, die im Zielbild Heer vorgesehen sind. Am 24. April 2024 verkündeten der damalige deutsche Bundeskanzler Olaf Scholz und der damalige britische Premierminister Rishi Sunak, dass Deutschland und das Vereinigte Königreich gemeinsam RCH 155 kaufen, bewerten und optimieren wollen. 80 Systeme für Deutschland sollen aus dem Sondervermögen Bundeswehr finanziert werden.

### Schweiz

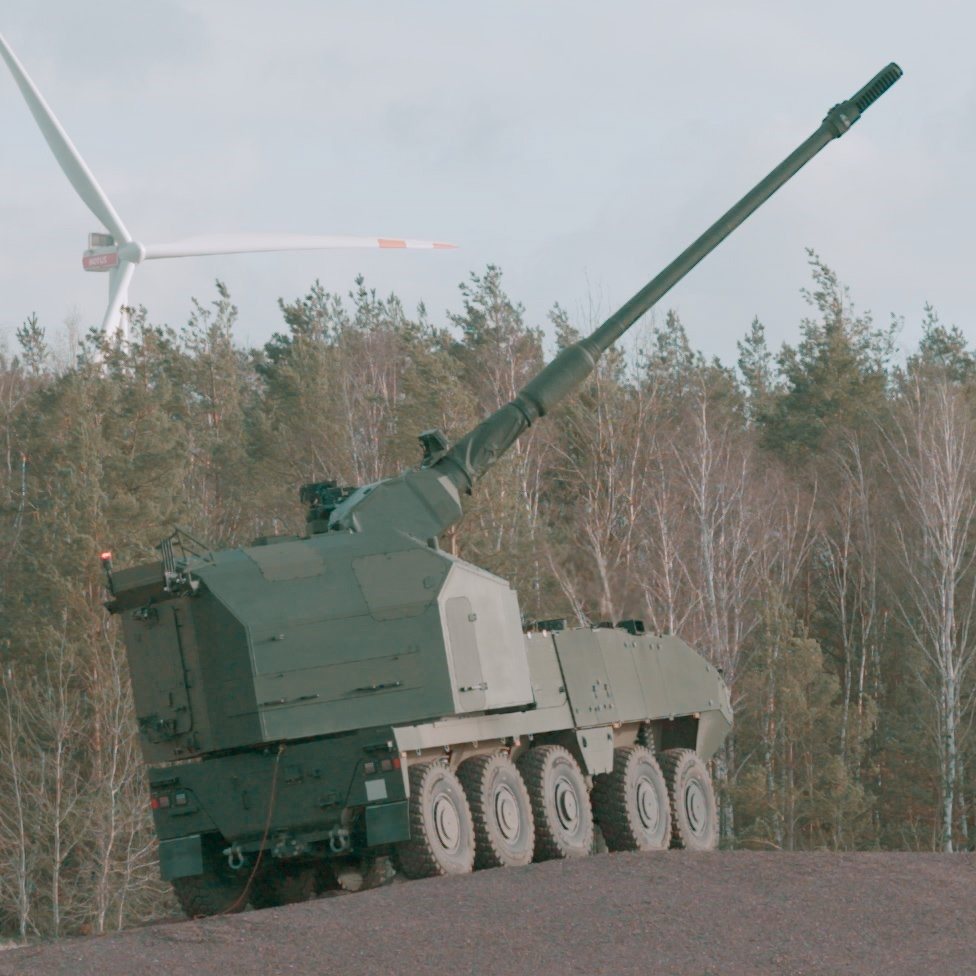
AGM auf Piranha IV 10×10 während der Evaluation

Das Bundesamt für Rüstung armasuisse gab am 5. November 2024 seine Absicht bekannt, die Beschaffung des Systems AGM Artillery Gun Module – allerdings auf der Trägerplattform Mowag Piranha IV 10×10 – zu beantragen. Das AGM auf Piranha IV soll in der Schweizer Armee die Panzerhaubitze M109 ablösen und setzte sich im Evaluationsverfahren gegen die RCH 155 auf GTK Boxer und das schwedische Artilleriesystem Archer des Herstellers BAE Systems Bofors AB durch. Angedacht ist für 850 Mio. CHF die Beschaffung von 32 AGM Artillery Gun Modulen, mit welchen zwei Artillerieabteilungen ausgerüstet werden sollen. In der Schweiz wird das System Panzerhaubitze 25 (Pz Hb 25) bezeichnet und soll ab 2030 in der Schweizer Armee eingeführt werden. Die Beschaffung soll mit der Armeebotschaft 2025 dem Parlament zur Bewilligung vorgelegt werden.

### Ukraine
Im September 2022 wurde bekannt, dass die deutsche Bundesregierung die Lieferung von 18 RCH 155 im Wert von 216 Millionen Euro an die ukrainischen Streitkräfte genehmigt hat. Die Lieferung war zweieinhalb Jahre später geplant. Eine Lieferung von 18 weiteren RCH 155 wurde im Februar 2024 von der Bundesregierung angekündigt. Der Lieferzeitraum dieses zweiten Loses erstreckt sich von Ende 2025 bis ins Jahr 2027.
Im Juni 2024 gab KNDS Deutschland bekannt, dass die Ukraine insgesamt 54 RCH 155 erhalten wird. Das erste Exemplar wurde am 13. Januar 2025 am KNDS-Standort Kassel durch Bundesverteidigungsminister Boris Pistorius an den ukrainischen Botschafter in Deutschland Oleksij Makejew übergeben. Bei der Haubitze handelte es sich um das erste System aus der Serienfertigung. Es verbleibt zur Schulung der ukrainischen Streitkräfte zunächst in Deutschland. Sechs weitere RCH 155 sollen noch 2025 folgen.

### Vereinigtes Königreich
Im April 2024 teilte das Verteidigungsministerium des Vereinigten Königreichs mit, im Rahmen des Programms Mobile Fires Platform die Radhaubitze RCH 155 zu beschaffen.

### Katar
Im September 2024 wurde bekannt, dass die deutsche Regierung den Export von zwölf RCH 155 an Katar genehmigt hat. Grundlage dafür ist die Rückführung von zwölf Panzerhaubitzen 2000 nach Deutschland, die an die Ukraine weitergeliefert werden sollen.